# Josep de Quadras i Veiret
Josep de Quadras i Veiret   (Barcelona, 1889 - Palau del Baró de Quadras, 19 de febrer de 1965) fou un empresari, advocat i aristòcrata català, segon baró de Quadras.

## Biografia
Fou fill de Manuel de Quadras i Feliu, primer baró de Quadras, i net de l'empresari osonenc Josep Quadras i Prim. Estava casat amb Pilar de Camps i de Casanova, de la família dels marquesos de Camps. Van tenir una filla, Joana de Quadras i de Camps (1931), actual tercera baronessa de Quadras, casada amb Joan de Querol i de Muller, comte de Rius.
Fou tinent d'alcalde de l'Ajuntament de Barcelona el 1939, després de l'ocupació de la ciutat per les tropes franquistes. Alhora fou nomenat president de Foment del Treball Nacional fins a 1941. El juny de 1947 va assistir amb Fèlix Llonch i Salas a la XVI Conferència Llanera Internacional de París. I com a vicepresident de la Federació Llanera Internacional va presidir la XX Conferència Llanera Internacional de maig de 1951, celebrada a la seu del Foment del Treball Nacional. També fou membre de la junta de la Caixa d'Estalvis i Mont de Pietat de Barcelona.